# Schildershakmes
Een schildershakmes is een stuk gereedschap dat wordt gebruikt door schilders en glaszetters om oude stopverf van vensterramen te bikken.
Het hakmes heeft een scherpe kant, waarmee de stopverf wordt weggestoken, en een afgeplatte kant om met een hamer op te slaan. Er mag niet te ver in het hout gehakt worden. Met een veiligheidsbril kunnen de ogen worden beschermd tegen de wegspattende oude stopverf.
Schilders gebruiken het hakmes ook wel om rot hout weg te hakken.